# QED 河童伝説
『QED 河童伝説』（キューイーディー かっぱでんせつ）は、高田崇史による推理小説。QEDシリーズの第13作である。

## 出版履歴
- 2007年：講談社ノベルス、ISBN 978-4-06-182517-8
- 2010年：講談社文庫、ISBN 978-4-06-276584-8

## あらすじ
平成9年7月、相馬野馬追祭を見るため、福島に向かった奈々、沙織、小松崎。遠野で友人と会った桑原も合流する。一方、河童伝説が残る川で、小高製薬関係者の連続殺人事件が起こっていた。

## 登場人物
桑原 崇（くわばら たかし）
通称、タタル。萬冶漢方（漢方薬局）勤務の薬剤師。相馬旅行に同行するはずが、遅刻したために新幹線で先回りしようとした。しかし、その車内で寝過ごしてしまい、花巻まで行ってしまったため「河童」を訪ねてから難たちに同行することにする。
棚旗 奈々（たなはた なな）
ホワイト薬局勤務の薬剤師。相馬馬追い祭を見物するため、沙織・小松崎とともに福島へ行く。
小松崎 良平（こまつざき りょうへい）
通称「熊つ崎」。フリーのジャーナリスト。
棚旗 沙織（たなはた さおり）
奈々の妹。私大文学部卒業後、現在は出版関係会社に勤務。
神山 禮子（みわやま れいこ）
薬剤師。熊野の出身だが、わけあって故郷を捨てる。現在は、富岡大学付属病院の薬局に勤務。
御名形 史文（みなかた しもん）
毒草師。禮子とは古くからの知り合い。和歌山と東京を行き来して仕事をしているらしい。
出雲谷 拓蔵（いずもや たくぞう）
通称「海妖坊」。桑原の友人で遠野市在住。崇からは、「河童」とも呼ばれる。あだ名の由来は、数年前まで営んでいた骨董屋「海妖房」。

### 事件関係者
安岡 良一（やすおか りょういち）
小高製薬MR。富岡大学付属病院を担当していた。弟の死後、同じ強羅川で左腕を切り落とされ、死亡しているのを発見される。
安岡 昭二（やすおか しょうじ）
良一の弟。兄のコネで、雑貨の卸問屋に勤務。ストーカー癖がある。絞殺され、左手を切り落とされて強羅川から遺体となって発見される。
亘理 淳（わたり あつし）
小高製薬課長。中央薬科大学卒業。学生時代は演研。
中村 寿之（なかむら としゆき）
小高製薬部長。36歳。相馬市出身。会社からの独立を考えている。
岩沼 仁（いわぬま ひとし）
小高製薬常務。相馬市出身。
小藤 安夫（こふじ やすお）
直泉製薬MR。悪徳で有名。行方不明になっている。
小高 雄一郎（おだか ゆういちろう）
小高製薬社長。創業者にして先代社長・小高寛治の息子。
秋野 美恵子（あきの みえこ）
寿之の恋人。28歳。

### 警察
習志野 修平（ならしの しゅうへい）
千葉県警捜査第一課警部。
稲村 幸輔（いなむら こうすけ）
習志野の部下。
澤 武嗣（さわ たけし）
福島県警の刑事。